# Desa Tanjungrejo (administrativ by i Indonesien, Jawa Timur, lat -7,74, long 113,07)
Desa Tanjungrejo är en administrativ by i Indonesien.   Den ligger i provinsen Jawa Timur, i den västra delen av landet, 700 km öster om huvudstaden Jakarta.